# Zbójnik
Zbójnik (Caenolestes) – rodzaj ssaków z rodziny zbójnikowatych (Caenolestidae).  

## Zasięg występowania
Rodzaj obejmuje gatunki w Ameryce Południowej.

## Morfologia
Długość ciała (bez ogona) 9,1–14,6 cm, długość ogona 7,2–15 cm, długość tylnej stopy 2–3 cm; masa ciała 25–53 g.

## Systematyka
Rodzaj zdefiniował w 1863 roku brytyjski zoolog Robert Fisher Tomes w artykule poświęconym nowej amerykańskiej formie torbacza, opublikowanym na łamach Proceedings of the Zoological Society of London, jednak nadana przez niego nazwa Hyracodon okazała się młodszym homonimem rodzaju wymarłych ssaków nieparzystokopytnych, który opisał w 1856 roku amerykański paleontolog Joseph Leidy; nową nazwę dla tego taksonu zaproponował 1895 roku angielski zoolog Oldfield Thomas. Jako gatunek typowy Tomes wyznaczył (oznaczenie monotypowe) zbójnika ciemnego (C. fuliginosus).

### Etymologia
- Hyracodon: gr. ύραξ hurax ‘mysz, sorek’; οδους odous, οδοντος odontos ‘ząb’[10].
- Caenolestes (Coenolestes): gr. καινος kainos ‘nowy, świeży’; ληστης lestes ‘rozbójnik, bandyta’, od λῃστευω lēisteuō ‘grabić, łupić’[11].

### Podział systematyczny
Do rodzaju należą następujące gatunki:
| Grafika | Gatunek                 | Autor i rok opisu                                                               | Nazwa zwyczajowa     | Podgatunki   | Rozmieszczenie geograficzne                                                                  | Podstawowe wymiary                           | Status IUCN |
| ------- | ----------------------- | ------------------------------------------------------------------------------- | -------------------- | ------------ | -------------------------------------------------------------------------------------------- | -------------------------------------------- | ----------- |
|         | Caenolestes caniventer  | Anthony, 1921                                                                   | zbójnik szarobrzuchy | monotypowy   | środkowy i południowy Ekwador oraz północno-zachodnie Peru                                   | DC: 9,1–12,8 cm DO: 11,8–15 cm MC: 29–47 g   | NT          |
|         | Caenolestes sangay      | Ojala-Barbour, C.M. Pinto, Brito M., Albuja V., T.E. Lee & B.D. Patterson, 2013 | zbójnik ekwadorski   | monotypowy   | zachodni Ekwador                                                                             | DC: 9,9–13,7 cm DO: 9,5–13 cm MC: 30–53 g    | VU          |
|         | Caenolestes condorensis | Albuja & B.D. Patterson, 1996                                                   | zbójnik andyjski     | monotypowy   | zachodni Ekwador                                                                             | DC: 13–14 cm DO: 12,3–13 cm MC: 43–48 g      | VU          |
|         | Caenolestes fuliginosus | (Tomes, 1863)                                                                   | zbójnik ciemny       | 3 podgatunki | zachodnia Kolumbia, skrajnie południowo-zachodnia Wenezuela oraz północny i środkowy Ekwador | DC: 9,6–13,4 cm DO: 10,3–13,9 cm MC: 12–32 g | LC          |
|         | Caenolestes convelatus  | Anthony, 1924                                                                   | zbójnik północny     | 2 podgatunki | zachodnia Kolumbia i północno-zachodnie Ekwador                                              | DC: 12,1–14,6 cm DO: 7,2–14,1 cm MC: 40–45 g | VU          |

Kategorie IUCN:  LC  – gatunek najmniejszej troski,  NT  – gatunek bliski zagrożenia,  VU  – gatunek narażony.